# Zuidlaardermarkt
Il Zuidlaardermarkt è l'avvenimento annuale nel villaggio di Zuidlaren nei Paesi Bassi. Il Zuidlaardermarkt è sempre il terzo martedì in ottobre.
L'avvenimento comprende un mercato del bestiame (noto come uno dei maggiori d'Europa), una grande fiera e un parco dei divertimenti. Ogni anno la grande fiera di circa 350 bancarelle e la fiera si svolgono nel centro del villaggio accanto al mercato del bestiame. I bovini non fanno più parti del mercato del bestiame, dal morbo della mucca pazza ha avuto luogo nel 2001. L'avvenimento è molto popolare per i mercanti olandesi, tedeschi e belgi. La storia di Zuidlaardermarkt comincia nel tredicesimo secolo: la prima volta il mercato si tenne nel 1200.